# Cokor
Cokor (Myospalax) – rodzaj ssaków z podrodziny cokorów (Myospalacinae) w obrębie rodziny ślepcowatych (Spalacidae).

## Zasięg występowania
Rodzaj obejmuje gatunki występujące w azjatyckiej części Rosji, Kazachstanie, Mongolii i Chińskiej Republice Ludowej.

## Morfologia
Długość ciała (bez ogona) 140–270 mm, długość ogona 34–69 mm; masa ciała 185–720 g; samice są lżejsze i mniejsze od samców.

## Systematyka
Rodzaj zdefiniował w 1769 roku fińsko-rosyjski przyrodnik Erich Laxmann w książce której współautorem był August Ludwig Schlözer poświęconej notatkom z Syberii. Gatunkiem typowym jest (oznaczenie monotypowe) cokor ałtajski (M. myospalax).

### Etymologia
- Myospalax: gr. μυς mus, μυος muos ‘mysz’; σπαλαξ spalax, σπαλακος spalakos ‘kret’[10].
- Myotalpa: gr. μυς mus, μυος muos ‘mysz’; łac. talpa ‘kret’[11]. Gatunek typowy: Kerr wymienił kilka gatunków – Mus aspalax Pallas, 1776, Mus typhlus Pallas, 1779 (= Spalax microphthalmus Güldenstädt, 1770), Mus talpinus Pallas, 1770, Mus maritimus J.F. Gmelin, 1788 (= Mus suillus von Schreber, 1782) i Mus capensis Pallas, 1779 – z których gatunkiem typowym jest Mus aspalax Pallas, 1776.
- Siphneus: gr. σιφνευς siphneus ‘kret’, od σιφνος siphnos ‘ślepawy’[12]. Gatunek typowy (oznaczenie monotypowe): Mus aspalax Pallas, 1776.
- Aspalomys: gr. ασπαλαξ spalax, ασπαλακος spalakos ‘kret’; μυς mus, μυος muos ‘mysz’[13]. Gatunek typowy (oznaczenie monotypowe): Mus aspalax Pallas, 1776.

### Podział systematyczny
Do rodzaju należą następujące występujące współcześnie gatunki:
| Grafika | Gatunek             | Autor i rok opisu     | Nazwa zwyczajowa | Podgatunki         | Rozmieszczenie geograficzne | Podstawowe wymiary                              | Status IUCN |
| ------- | ------------------- | --------------------- | ---------------- | ------------------ | --- | ----------------------------------------------- | ----------- |
|         | Myospalax myospalax | (Laxmann, 1773)       | cokor ałtajski   | 3 podgatunki       | Rosja (obszar Ałtaju na północ do Nowosybirska) i wschodni Kazachstan (góry Ałtaj, Ajagöz i Tarbagataj)                                                       | DC: 20–27 cm DO: około 4,8 cm MC: 200–720 g     | LC          |
|         | Myospalax aspalax   | (Pallas, 1776)        | cokor stepowy    | gatunek monotypowy | północno-wschodnia Mongolia i Rosja (południowy Kraj Zabajkalski)                                                                                             | DC: 16,6–21 cm DO: 3,4–6,5 cm MC: około 300 g   | LC          |
|         | Myospalax armandii  | (Milne-Edwards, 1867) |                  | gatunek monotypowy | północno-wschodnia Chińska Republika Ludowa i Rosja (południowo-wschodni Kraj Zabajkalski)                                                                    | DC: 14–23 cm DO: 4,8–6,9 cm MC: 225–422 g       | NE          |
|         | Myospalax psilurus  | (Milne-Edwards, 1874) | cokor mandżurski | gatunek monotypowy | północno-wschodnia Chińska Republika Ludowa (od południowego Gansu do południowego Heilongjiangu) i Rosja (południowo-zachodni Kraj Nadmorski)                | DC: 20–27 cm DO: 3,5–5,5 cm MC: 185–400 g       | LC          |
|         | Myospalax epsilanus | O. Thomas, 1912       |                  | gatunek monotypowy | Rosja (południowy Kraj Zabajkalski), wschodnia Mongolia i północno-wschodnia Chińska Republika Ludowa (północno-wschodnia Mongolia Wewnętrzna i Heilongjiang) | DC: 19,8–22 cm DO: około 4,3 cm MC: brak danych | NE          |

Kategorie IUCN:  LC  – gatunek najmniejszej troski;  NE  – gatunki niepoddane jeszcze ocenie.
Opisano również gatunek wymarły z plejstocenu dzisiejszej Chińskiej Republice Ludowej:
- Myospalax wongi (Yang Zhongjian, 1934)